# Japonia na Zimowych Igrzyskach Paraolimpijskich 1992
Japonię na Zimowych Igrzyskach Paraolimpijskich w 1992 roku reprezentowało 15 zawodników (11 mężczyzn i 4 kobiety) w narciarstwie alpejskim. Zdobyli łącznie dwa brązowe medale, plasując swój kraj na 19. miejscu w klasyfikacji medalowej.
Był to piąty występ Japonii na zimowej paraolimpiadzie.

## Medaliści

### Brązowe medale
| Zawodnik      | Dyscyplina            | Konkurencja                  |
| ------------- | --------------------- | ---------------------------- |
| Toshiko Gouno | Narciarstwo alpejskie | Slalom kobiet (LW10-11)      |
| Toshiko Gouno | Narciarstwo alpejskie | Supergigant kobiet (LW10-11) |

## Wyniki zawodników

### Narciarstwo alpejskie
Objaśnienie kategorii:
- LW1 – osoby stojące; po amputacji obu kończyn dolnych powyżej kolana lub z osłabieniem siły mięśniowej
- LW2 – osoby stojące; po amputacji kończyny dolnej powyżej kolana
- LW3 – osoby stojące; po amputacji obu kończyn dolnych poniżej kolana, z łagodnym porażeniem mózgowym lub po częściowej amputacji
- LW4 – osoby stojące; po amputacji kończyny dolnej poniżej kolana
- LW5/7 – osoby stojące; po amputacji obu kończyn górnych
- LW6/8 – osoby stojące; po amputacji kończyny górnej
- LW9 – osoby stojące; po częściowej lub całkowitej amputacji jednej kończyny górnej i jednej dolnej
- LW10 – osoby siedzące; paraliż z częściowym lub całkowitym brakiem równowagi w siedzeniu
- LW11 – osoby siedzące; paraliż z dobrze funkcjonującą równowagą w siedzeniu

#### Osoby stojące

##### Mężczyźni
| Zawodnik           | Konkurencja                 | Czas    | Pozycja | Źródło |
| ------------------ | --------------------------- | ------- | ------- | ------ |
| Takayoshi Matsui   | Slalom (LW2)                | 2:14.34 | 21.     | [ 3 ]  |
| Yoshimi Harada     | Slalom (LW4)                | DNF     | DNF     | [ 4 ]  |
| Toshihiro Abe      | Slalom (LW6/8)              | 1:40.32 | 12.     | [ 5 ]  |
| Hiroshi Yanagisawa | Slalom (LW1,3,5/7,9)        | 1:33.43 | 8.      | [ 6 ]  |
| Shinji Karasawa    | Slalom Gigant (LW2)         | 2:51.82 | 12.     | [ 7 ]  |
| Hisayuki Yoshida   | Slalom Gigant (LW4)         | 3:24.18 | 12.     | [ 8 ]  |
| Yoshimi Harada     | Slalom Gigant (LW4)         | DNF     | DNF     | [ 8 ]  |
| Toshihiro Abe      | Slalom Gigant (LW6/8)       | 2:22.56 | 5.      | [ 9 ]  |
| Mitsuru Amano      | Slalom Gigant (LW6/8)       | 2:23.85 | 6.      | [ 9 ]  |
| Hiroshi Yanagisawa | Slalom Gigant (LW1,3,5/7,9) | 2:42.37 | 8.      | [ 10 ] |
| Shigyuki Sakai     | Slalom Gigant (LW1,3,5/7,9) | 4:34.60 | 9.      | [ 10 ] |
| Mitsuru Amano      | Supergigant (LW6/8)         | 1:22.89 | 7.      | [ 11 ] |
| Toshihiro Abe      | Supergigant (LW6/8)         | 1:23.40 | 8.      | [ 11 ] |
| Hiroshi Yanagisawa | Supergigant (LW1,3,5/7,9)   | 1:30.72 | 8.      | [ 12 ] |
| Shinji Karasawa    | Zjazd (LW2)                 | 1:37.02 | 26.     | [ 13 ] |
| Hisayuki Yoshida   | Zjazd (LW4)                 | 1:19.45 | 9.      | [ 14 ] |
| Mitsuru Amano      | Zjazd (LW6/8)               | 1:12.53 | 8.      | [ 15 ] |
| Toshihiro Abe      | Zjazd (LW6/8)               | 1:13.48 | 10.     | [ 15 ] |
| Hiroshi Yanagisawa | Zjazd (LW1,3,5/7,9)         | 1:16.43 | 7.      | [ 16 ] |

##### Kobiety
| Zawodniczka     | Konkurencja         | Czas    | Pozycja | Źródło |
| --------------- | ------------------- | ------- | ------- | ------ |
| Tomoko Sakamoto | Slalom (LW2)        | 1:43.08 | 5.      | [ 17 ] |
| Yoshiko Kubota  | Slalom (LW2)        | 2:13.15 | 6.      | [ 17 ] |
| Izumi Yokoyama  | Slalom (LW2)        | DNF     | DNF     | [ 17 ] |
| Izumi Yokoyama  | Slalom Gigant (LW2) | 3:03.96 | 5.      | [ 18 ] |
| Tomoko Sakamoto | Slalom Gigant (LW2) | DNF     | DNF     | [ 18 ] |
| Yoshiko Kubota  | Slalom Gigant (LW2) | DQ      | DQ      | [ 18 ] |
| Tomoko Sakamoto | Supergigant (LW2)   | 1:29.92 | 7.      | [ 19 ] |
| Izumi Yokoyama  | Supergigant (LW2)   | 1:52.91 | 9.      | [ 19 ] |
| Yoshiko Kubota  | Supergigant (LW2)   | 2:02.94 | 10.     | [ 19 ] |
| Izumi Yokoyama  | Zjazd (LW2)         | 1:30.11 | 8.      | [ 20 ] |
| Tomoko Sakamoto | Zjazd (LW2)         | 1:31.23 | 9.      | [ 20 ] |

#### Osoby siedzące

##### Mężczyźni
| Zawodnik        | Konkurencja          | Czas    | Pozycja | Źródło |
| --------------- | -------------------- | ------- | ------- | ------ |
| Nobuhiro Morita | Slalom (LW10)        | DNF     | DNF     | [ 21 ] |
| Yuji Yamaguchi  | Slalom (LW11)        | 2:03.01 | 7.      | [ 22 ] |
| Ryuei Shinohe   | Slalom (LW11)        | 2:11.76 | 9.      | [ 22 ] |
| Yuji Yamaguchi  | Slalom Gigant (LW11) | 2:55.24 | 4.      | [ 23 ] |
| Ryuei Shinohe   | Slalom Gigant (LW11) | DNF     | DNF     | [ 23 ] |
| Nobuhiro Morita | Supergigant (LW10)   | 2:33.98 | 7.      | [ 24 ] |
| Yuji Yamaguchi  | Supergigant (LW11)   | 1:45.25 | 8.      | [ 25 ] |
| Yuji Yamaguchi  | Zjazd (LW11)         | 1:29.02 | 7.      | [ 26 ] |
| Ryuei Shinohe   | Zjazd (LW11)         | DNF     | DNF     | [ 26 ] |

##### Kobiety
| Zawodniczka   | Konkurencja             | Czas    | Pozycja | Źródło |
| ------------- | ----------------------- | ------- | ------- | ------ |
| Toshiko Gouno | Slalom (LW10-11)        | 2:15.08 | brąz    | [ 27 ] |
| Toshiko Gouno | Slalom Gigant (LW10-11) | 3:33.76 | 4.      | [ 28 ] |
| Toshiko Gouno | Supergigant (LW10-11)   | 1:48.89 | brąz    | [ 29 ] |
| Toshiko Gouno | Zjazd (LW10-11)         | 1:41.42 | 4.      | [ 30 ] |